# Hugo Villanueva
Pour les articles homonymes, voir Villanueva.
Hugo Villanueva Clavería, né le 9 avril 1939 au Chili et mort le 23 juin 2024, est un footballeur international chilien, qui joue au poste de défenseur.

## Biographie

### Carrière en club
Avec le club de l'Universidad de Chile, il remporte un total de cinq championnats du Chili.
Avec cette même équipe, il participe à la Copa Libertadores en 1960, 1963, 1965 et enfin 1966.

### Carrière en sélection
Avec l'équipe du Chili, il joue 21 matchs, sans inscrire de but, entre 1964 et 1967. Il joue son premier match en équipe nationale le 24 septembre 1964 contre l'Argentine, et son dernier le 18 janvier 1967 contre le Venezuela.
Il participe avec la sélection chilienne à la Coupe du monde de 1966. Lors du mondial organisé en Angleterre, il joue trois matchs : contre l'Italie, la Corée du Nord, et enfin l'Union soviétique. Le Chili est éliminé dès le premier tour de la compétition.
Hugo Villanueva participe également au championnat sud-américain de 1967, où le Chili se classe 3e de la compétition.

## Palmarès
Universidad de Chile
- Championnat du Chili (5) :
  - Champion : 1959, 1962, 1964, 1965 et 1967.
  - Vice-champion : 1961 et 1963.